# Средства индивидуальной защиты органа слуха от шума с электронно-акустическими компонентами

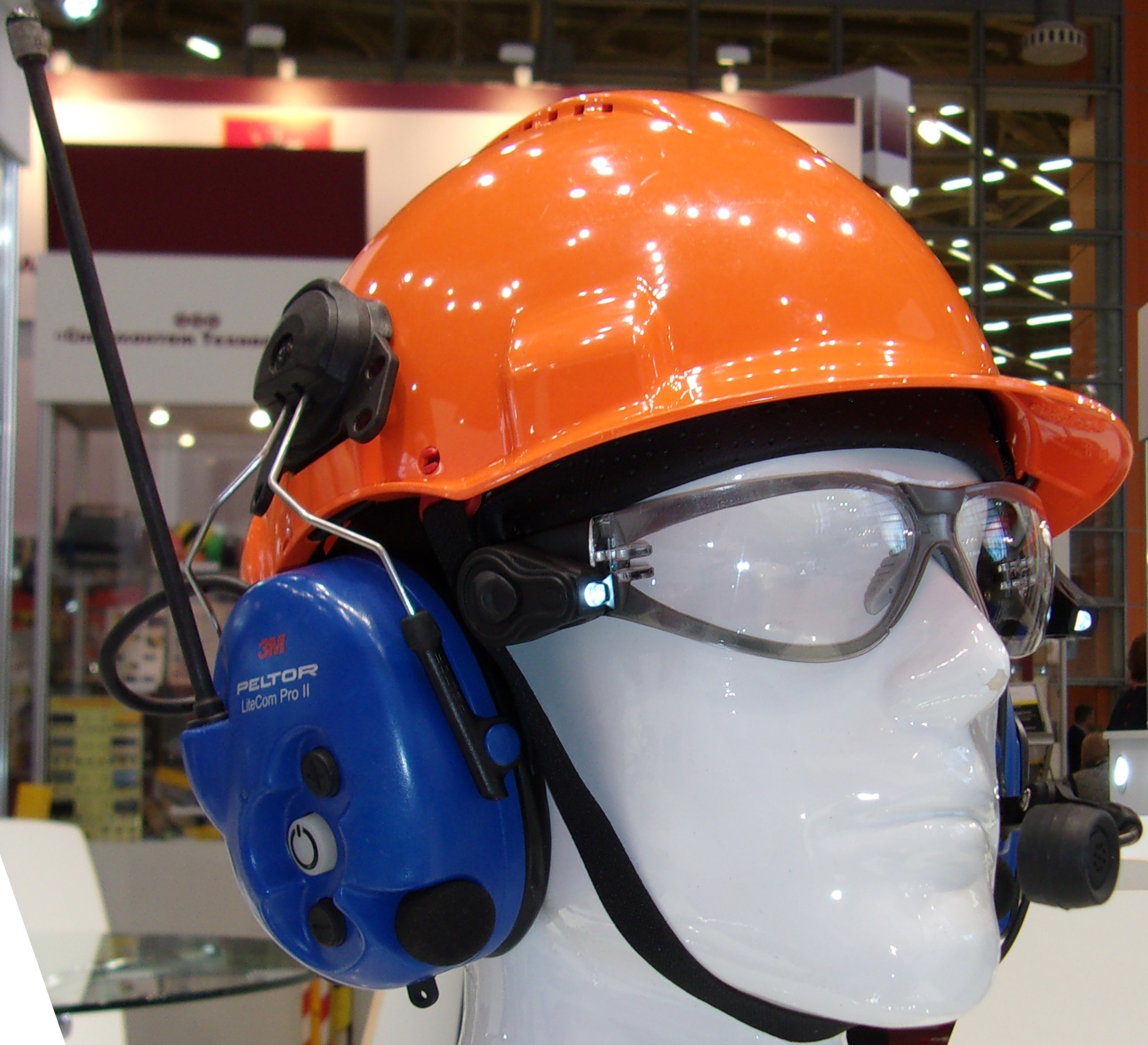
Импортные наушники с активным подавлением шума и средствами радиосвязи

Противошумы с электронными компонентами — средства индивидуальной защиты органа слуха работников от шума (СИЗОС), в конструкции которых есть электронно-акустические компоненты, которые могут улучшать их защитные и/или эксплуатационные свойства, и заметно повышающие стоимость.
При практическом использовании средств индивидуальной защиты органа слуха (СИЗОС) возникает много проблем. Например, они могут мешать общаться работникам, слышать звуки, помогающие им выполнять работу, и/или предупреждающие их об опасности для жизни и здоровья. Эти недостатки, в сочетании с дискомфортом (а иногда и плохо переносимой болью), повышают вероятность того, что средства защиты не будут использовать своевременно, или не будут использовать вообще. Воздействие низкочастотного шума может привести в движение всё средство защиты целиком, и его внутренняя сторона сама становится источником шума. Поэтому ослабление низкочастотных звуков очень небольшое.
Из-за маленького ослабления шума на практике, и из-за не всегда своевременного использования СИЗОС, как средство профилактики профессиональных заболеваний они оказались совершенно неэффективны. Например, уникальное исследование специалистов NIOSH, охватившее более чем 19 тысяч работников, как постоянно использовавших СИЗОС, так и обычно не применявших их, показало, что риск значительного ухудшения слуха в этих двух подгруппах работников — одинаковый. По данным два других аналогичных исследования влияния СИЗОС на заболеваемость работников не выявили никаких признаков снижения риска у рабочих при выдаче им противошумов. Для решения или смягчения этих проблем и повышения эффективности при практическом применении противошумов были разработаны улучшенные модели, содержащие электронно-акустические компоненты.
Одни и те же модели СИЗОС могут работать в разных режимах, например: активно подавлять низкочастотные звуки, «пропускать» негромкие звуки в периоды низкого общего уровня шума, и передавать работнику акустическую информацию, поступающую с аудиовхода. Поэтому деление СИЗОС на разные виды относится не столько к их конструкции, а скорее к режимам их работы. По данным в 2009 году в США в продаже было около 1029 моделей всех СИЗОС, и наушников для связи (с чашками, ослабляющими внешние звуки и шумы), и из них 54 модели СИЗОС с активным подавлением низкочастотного шума.
Также эти средства защиты являются товаром, продаваемым на рынке. В РФ ведётся систематичная долгосрочная государственная поддержка для увеличения объёма продаж СИЗ.

## Пропускание негромких звуков
Противошумы могут защищать работника от слишком сильного, опасного шума. Однако работнику может требоваться акустическая информация, предупреждающая его об опасности, помогающая выполнять работу (шум оборудования, транспортных средств), часть рабочих должна общаться. Чрезмерное ослабление шума может создавать сильные неудобства, снижать производительность труда, и создавать опасность для жизни и здоровья, так, что работники могут не использовать СИЗОС вовремя, или вообще. А не использование противошумов даже часть смены сильно снижает их защитные свойства. Например, среднесменный эквивалентный уровень шума при использовании СИЗОС любой высокой эффективности половину смены будет снижен лишь на 3 дБ.

### Описание
Для того, чтобы СИЗОС защищали от сильного шума, но позволяли получать акустическую информацию, стандарты Европейского Союза и Канады рекомендуют выбирать их так, чтобы среднесменные эквивалентные уровни шума, фактически воздействующие на органы слуха (при использовании противошумов), были в оптимальном диапазоне, немного ниже чем предельно допустимый уровень (ПДУ):
| Воздействие шума на органы слуха при использовании СИЗОС, по отношению к ПДУ, дБА | Оценка защиты                                                                                        |
| --------------------------------------------------------------------------------- | --- |
| Выше ПДУ (80 дБА в РФ)                                                            | Недостаточная                                                                                        |
| от (ПДУ — 5) дБ до ПДУ                                                            | Приемлемая                                                                                           |
| от (ПДУ — 10 дБ) до (ПДУ — 5 дБ)                                                  | Оптимальная                                                                                          |
| от (ПДУ — 15 дБ) до (ПДУ — 10 дБ)                                                 | Приемлемая                                                                                           |
| ниже чем (ПДУ — 15 дБ)                                                            | Слишком большое ослабление окружающих звуков, работник может не услышать предупреждение об опасности |

Таким образом, если уровень шума не постоянный, то для выполнения рекомендаций степень ослабления шума СИЗОС должна изменяться. В периоды уменьшения шума его сильное ослабление может быть вредным и даже опасным. «Обычные» СИЗОС, без электронных компонент («пассивные»), не способны это обеспечить. Если же шум постоянный, подобрать подходящую модель исключительно сложно: на практике, из-за индивидуальных анатомических особенностей работников, и различиях в навыках правильно надевать СИЗОС, ослабление шума оказывается очень непостоянным, и его невозможно определить без индивидуальной проверки, проведение которой настоятельно рекомендуется всем работодателям. Например, у группы опытных работников в Австралии диапазон ослаблений шума у сертифицированных высококачественных противошумов был от 0 до 35 дБ. Для «стабилизирования» ослабления шума могут, например, использоваться индивидуально изготовленные вкладыши (они, сами по себе, могут значительно ослаблять шум), в которых делают сквозное отверстие для акустического элемента («акустического фильтра»), пропускающего шум с умеренным и контролируемым ослаблением. Но и такие ухищрения не решают проблему полностью. По сути, сама рекомендация совершенно правильная, но точное её выполнение на практике маловероятно.
Для улучшения эксплуатационных свойств СИЗОС, используемых для защиты от не постоянного и импульсного шума, разработаны СИЗОС с внешним микрофоном, усилителем и внутренним динамиком. Если уровень шума невысокий, то усилитель может передавать внешние звуки к органу слуха без ослабления, а иногда и с усилением. При увеличении уровня шума усилитель передаёт сигнал микрофона на динамик с меньшим усилением, и при достижении определённого уровня шума прекращает передачу сигнала.

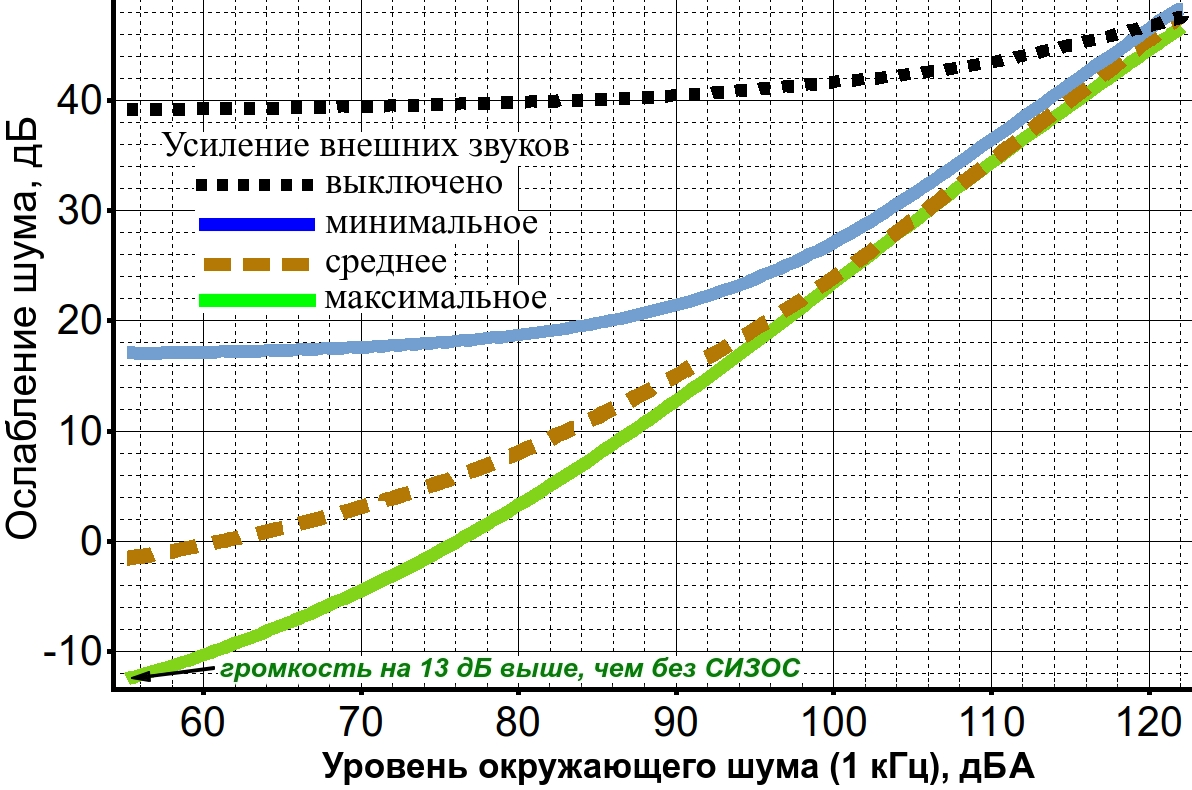
Пример изменения громкости сигнала динамика в зависимости от уровня шума и положения регулятора громкости

На орган слуха работника, использующего такие СИЗОС, действует внешний шум, прошедший двумя путями — через корпус СИЗОС, ослабленный; и через электронные компоненты. Их сумма должна быть ниже ПДУ. Поэтому часть изготовителей СИЗОС ограничивает максимальную громкость сигнала динамика так, чтобы она была ниже чем ПДУ, с запасом (3 дБ). Если громкость сигнала динамика будет не выше, чем (ПДУ — 3 дБ), и громкость шума, прошедшего через корпус СИЗОС, будет не выше, чем (ПДУ — 3 дБ), то суммарная громкость в наихудшем случае будет не выше ПДУ (при логарифмической шкале измерения уровня шума удвоение воздействия приводит к увеличению уровня на 3 дБ).
При сертификации СИЗОС проводят измерения шума за средством защиты, прошедшего обеими путями, и определяют, при какой громкости окружающего шума его воздействие на орган слуха достигают ПДУ. Эти замеры проводят в лабораторных условиях, при воздействии шума на группу испытателей. Чтобы учесть худшее ослабление низкочастотных звуков корпусом СИЗОД замеры проводят при воздействии трёх шумов: низко-, средне- и высокочастотного. Полученные уровни окружающего шума, при которых его воздействие на органы слуха испытателей достигает ПДУ, при переводе на русский язык были названы «критериями уровня».
В соответствии с результатами сертификации, стандарт ЕС предлагает проверить, произойдёт ли превышение ПДУ шума при использовании СИЗОС. Для проверки необходимо знать эквивалентный уровень шума на рабочем месте, не только с А-коррекцией, но и с С-коррекцией. Отличие в уровнях с С- и А-коррекциями приближённо показывает, какая доля акустической энергии шума приходится на низкочастотные звуки. Используя отличие, по графику определяется т. н. «критерий уровня», и он сравнивается с уровнем шума на рабочем месте. Если последний не превышает «критерий уровня», то считается, что по ослаблению шума СИЗОС выбраны правильно, и работник будет надёжно защищён.
По конструкции, СИЗОС, пропускающие негромкие звуки («уровнезависимые»), могут быть и наушниками, и вкладышами. В стандартах ИСО, ЕС и отчасти в ГОСТах РФ, есть общие требования к таким СИЗОС, и к их испытаниям.

### Проблемы
Недостатком этого способа является ошибочное предположение, что корпус СИЗОС будет ослаблять шум у работника точно так же, как и у испытателей в лаборатории, при измерении «критериев уровня»
.
Пример
Пусть ПДУ = 80 дБА, а «критерий уровня» для определённого спектра шума 93 дБА. Это означает, что при шуме с таким спектром, и громкости 93 дБА, он ослаблялся корпусом СИЗОС на 16 дБ, до 77 дБА; и «пропускался» электроникой при громкости 77 дБА. В результате при шуме 93 дБА его воздействие на органы слуха испытателей было (77 дБА + 77 дБА) 80 дБА.
Пусть работник использует этот СИЗОС для защиты от шума с таким же спектром, при громкости 91 дБА, и пусть из-за индивидуальных анатомических особенностей работника корпус СИЗОС будет ослаблять шум на 8 дБА. Тогда воздействие шума, прошедшего через корпус, составит (91 — 8) 83 дБА. То есть, воздействие шума на работника превысило ПДУ (80 дБА в РФ), хотя уровень шума у него меньше, чем «критерий уровня».
Более правильный результат может быть получен при индивидуальном измерении ослабления шума у каждого работника.
Кроме того, не учитывается тот факт, что разница в уровнях шума на рабочем месте, измеренных с С- и А-коррекциями, не в полной мере учитывает как спектр шума, так и иногда достаточно сложное взаимное влияние спектра шума на его ослабление конкретной моделью СИЗОС.

## Передача работнику акустической информации разного содержания
Помимо звуков на рабочем месте работнику может быть необходима или полезна другая акустическая информация, предупреждающая об опасности, полезная для выполнения работы, и облегчающая выполнение однообразной и монотонной работы. Были разработаны модели СИЗОС, позволяющие работнику получать акустическую информацию из внешних источников — по проводам, радиосвязи, bluetooth и воспроизведение с помощью плеера.

### Передача предупреждений об опасности

#### Описание
Если передаваемая информация предупреждает работника об опасности для жизни и здоровья, то он должен всегда и в любых условиях услышать передаваемое сообщение. У СИЗОС этого типа громкость сигнала динамика — не ограничивается. Поэтому, для предотвращения ухудшения слуха, работодатель должен определить максимальную громкость сигнала, и организовать работу так, чтобы длительность воспроизведения сигнала соответствовала безопасной дозе воздействия на орган слуха. .
При испытаниях противошумов определяют, при каком среднеквадратичном напряжении громкость сигнала (подаваемого в аудиовход) достигает величины, на 3 дБ меньше ПДУ (критическое напряжение). Максимальная длительность воспроизведения сигнала (в часах) определяется по формуле: Т = 8 × (критическое напряжение / максимальное напряжение)2.
Поскольку на орган слуха также действует окружающий шум, ослабленный при прохождении через корпус СИЗОС, стандарт ЕС рекомендует выбирать СИЗОС с аудиовходом так, чтобы громкость окружающего шума ослаблялась корпусом СИЗОС до величны, меньшей ПДУ, с запасом не менее 3 дБ.
Сложение двух воздействий звуков (прошедшего через корпус, и сигнала с аудиовхода), каждый из которых меньше ПДУ хотя бы на 3 дБ, создаст воздействие, не превышающее ПДУ.
По конструкции, СИЗОС с аудиовходом, которые могут использоваться для сообщения работнику об опасности, могут быть наушниками, и вкладышами. В стандартах ИСО, ЕС и РФ есть общие требования к таким СИЗОС, и к их испытаниям (наушники, аудиовходы: п. 7.5.1.2.1, 7.5.1.2.2 — Bluetooth, п. 7.6.1.2.1 — электрический по проводам; вкладыши, аудиовходы: 7.5.2.2.1, 7.5.2.2.2 — Bluetooth, 7.6.2.2.1 — электрический по проводам).
При переводе названий стандартов, возможно, была допущена неточность. То, что эта разновидность противошумов предназначена для предупреждения работника об опасности, было переведено как «СИЗОС с аудиовходом, отвечающим требованиям безопасности». Но из-за отсутствия ограничения громкости эти СИЗОС как раз могут создавать опасность для здоровья работника.

#### Проблемы выбора и испытаний
1. Для того, чтобы шум рабочего места ослаблялся корпусом СИЗОС до величины, меньшей чем ПДУ — 3 дБ, стандарт ЕС[11] рекомендует выбирать подходящую модель, оценивая (прогнозируя) её защитные свойства у конкретного работника с помощью среднего результата лабораторных сертификационных испытаний, у группы участников. На практике, ослабление шума у конкретных рабочих так разнообразно, что его невозможно спрогнозировать вообще. Единственный способ узнать ослабление шума конкретной моделью СИЗОС у конкретного работника — его измерение[31][16][17]. Средства для индивидуальных измерений ослаблений шума у сочетания (конкретный рабочий — определённая модель противошумов) в РФ не разрабатывались и не изготавливаются, а поставки импортных (чрезмерно дорогих) прекратились.
2. При переводе стандарта с требованиями к испытаниям была допущена ошибка. В результате, при нынешней его редакции, при испытаниях будет измеряться, при каком напряжении воздействие сигнала динамиков СИЗОС достигнет ПДУ, а не (ПДУ — 3 дБ). Если громкость сигнала максимальна, так, что воздействие равно ПДУ (а не ПДУ — 3 дБ), то вместе с воздействием шума на рабочем месте, прошедшем через корпус СИЗОС, общее воздействие превысит ПДУ.

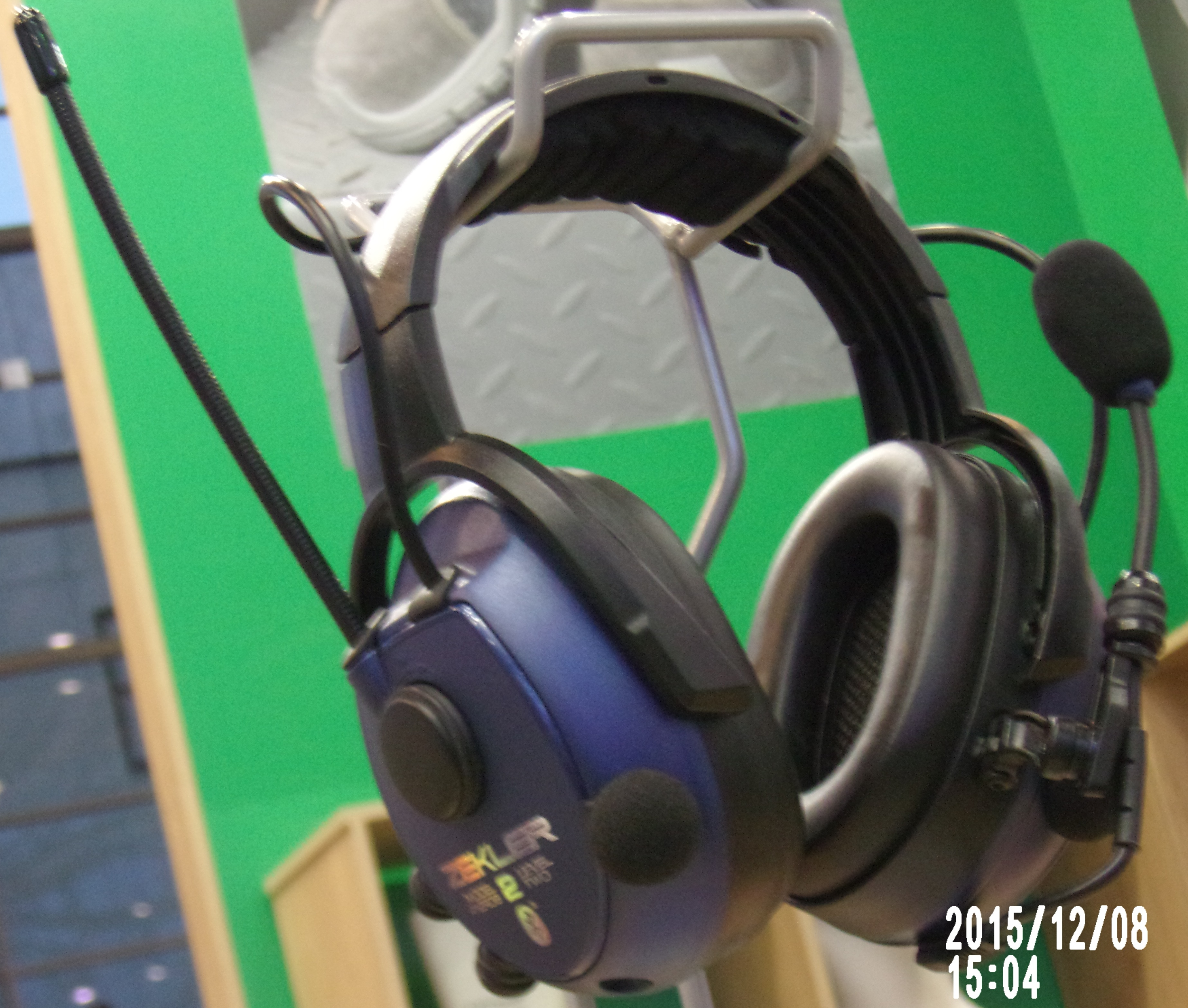
Пример наушников с встроенной радиосвязью

### СИЗОС с аудиовходом для умеренно важной и/или развлекательной информации
При выполнении однообразной и монотонной работы, если окружающие звуки не имеют большого значения для работника, музыка может улучшить самочувствие и даже повысить производительность труда. Для получения аудиосигнала может использоваться его передача по проводам, по радио, и Bluetooth, и воиспроизведение записи встроенным в СИЗОС плеером.

#### Описание
При сертификации поверяют, выполняется ли ограничение громкости сигнала. При максимальном положении регулятора громкости, она должна быть ниже ПДУ, хотя бы на 3 дБ. Если корпус СИЗОС будет ослаблять шум рабочего места до величины, меньшей ПДУ хотя бы на 3 дБ, то сумма двух таких воздействий не превысит ПДУ.
По конструкции, такие СИЗОС могут быть наушниками или вкладышами.
В ЕС разработаны стандарты с общими требованиями к таким СИЗОС, а в РФ нет ГОСТов с требованиями к противошумам, но есть ГОСТ с требованиями к их акустическим испытаниям (наушники, аудиовходы: п. 7.4.2 — радиоприёмник FM диапазона, п. 7.5.1.2.3 — Bluetooth, п. 7.6.1.2.3 — электрический; вкладыши, аудиовходы: п. 7.4.3 — радиоприёмник FM диапазона, 7.5.2.3.1 — Bluetooth, 7.6.2.3.1 — электрический).

#### Проблемы
Как и у противошумов с аудиовходом для передачи предупреждений об опасности, у описанных СИЗОС есть две проблемы: трудно определить, насколько хорошо корпус ослабляет шум рабочего места, и в переводе стандарта с требованиям к испытаниям допущена ошибка (нет запаса 3 дБ по отношению к ПДУ). Неудачно сертифицированные и неправильно выбранные модели СИЗОС могут снижать риск для работника в недостаточной степени.

## Активное подавление низкочастотных звуков

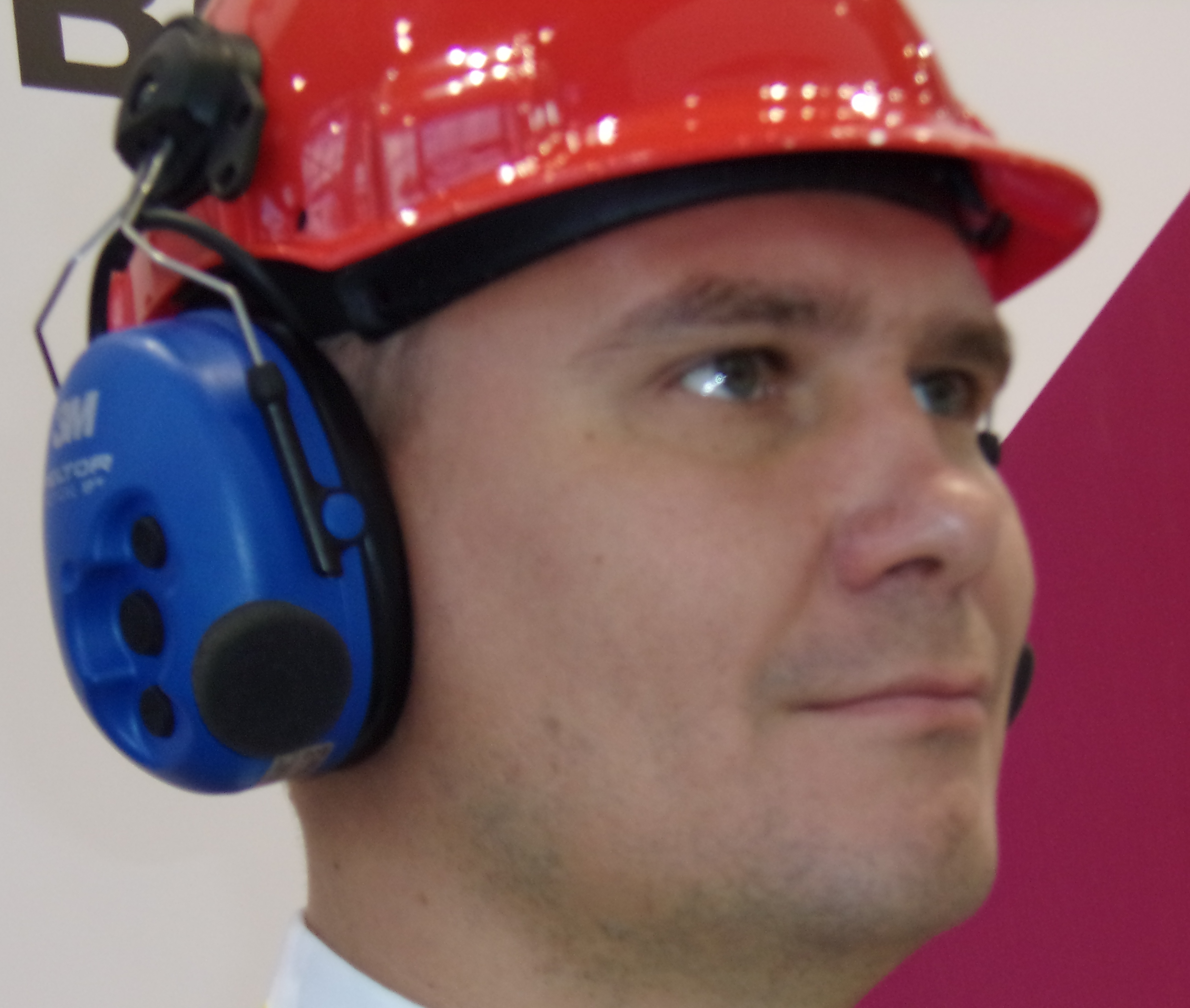
СИЗОС с «активным» подавлением низкочастотных звуков

"Пассивные" СИЗОС плохо ослабляют низкочастотные звуки. У тонального звукового сигнала с частотой 6 кГц длина волны примерно 5,7 см, а при частоте 63 Гц — около 5,4 метра. Соответственно, половины длины волны — 2,8 см и 2,7 метра. При воздействии высокочастотного звука на наушники часть чашки будет находиться в области повышенного давления, а часть — в области пониженного давления, и действующие на чашку внешние силы отчасти компенсируются. К тому же они будут действовать на чашку недолго. А при воздействии низкочастотного шума вся внешняя поверхность чашки будет находиться в области избыточного давления или разрежения, и относительно длительное время. Под действием внешней силы, и опираясь на эластичный обтюратор, чашка придёт в движение вся, целиком, и её внутренняя поверхность сама станет источником воздушных колебаний. Вкладыши опираются на мягкие ткани слухового канала, и при воздействии низкочастотного шума тоже могут начать совершать колебательные движения.
Для улучшения защиты от очень сильного шума на авианосцах изготавливают жёсткие обтюраторы для наушников. Голову около ушей сканируют, и индивидуально изготавливают обтюраторы, устанавливаемые в стандартные чашки наушников.
Значительное отличие в ослаблениях звуков разных частот, как при испытаниях в лабораториях (например, при сертификации), так и у работников на предприятиях во время работы, учитывалось и при разработке требований к противошумам (в разное время, и в разных странах). За тремя исключениями в таблице приведены средние значения ослаблений звуков разных частот.
| СИЗОС                                                                                     | Частота, Гц | Частота, Гц | Частота, Гц | Частота, Гц | Частота, Гц | Частота, Гц | Частота, Гц |
| СИЗОС                                                                                     | 125         | 250         | 500         | 1000        | 2000        | 4000        | 8000        |
| ----------------------------------------------------------------------------------------- | ----------- | ----------- | ----------- | ----------- | ----------- | ----------- | ----------- |
| Минимальное ослабление, требования стандартов                                             |             |             |             |             |             |             |             |
| Вкладыши, тип «Б», СССР                                                                   | 10          | 15          | 15          | 20          | 22          | 24          | 25          |
| Вкладыши, ЕС и РФ (средние значения минус стандартное отклонение)                         | 5           | 5           | 10          | 12          | 12          | 12          | 12          |
| Наушники, на каске, тип «Б», СССР                                                         | 5           | 10          | 15          | 22          | 25          | 30          | 32          |
| Наушники, на каске, ЕС и РФ (сред. значения минус станд. отклонение)                      | 5           | 5           | 10          | 12          | 12          | 12          | 12          |
| Испытания в лабораториях, и при сертификации                                              |             |             |             |             |             |             |             |
| Вкладыши Cover Guard 6MUSUOONSI, паспортные данные (ср. значения минус станд. отклонение) | 23,3        | 24,3        | 21,9        | 24,1        | 30,2        | 35,1        | 38,8        |
| Наушники ВЦНИИОТ-2                                                                        | 7           | 6           | 14          | 18          | 27          | 40          | 39          |
| Испытания на рабочих местах                                                               |             |             |             |             |             |             |             |
| Вкладыши пористые сжимаемые Cabot Safety E.A.R. Plug                                      | 9,5         | 9,6         | 11,5        | 13,3        | 24,9        | 26,2        | 24          |
| Наушники Bilsom International UF Muff                                                     | 8,3         | 12,2        | 19,3        | 26,5        | 26,2        | 36          | 35          |

При сертификации противошумов в Канаде их относят к одному из трёх классов по степени ослабления щума. Но, в связи с очень плохим ослаблением низкочастотных шумов, к трём основным классам добавлены ещё два — для СИЗОС с улучшенным ослаблением низкочастотных звуков. Отличие в защите от звуков разных частот отражено в классификации средств защиты.
Фактически, единственный документ по выбору и применению противошумов на русском языке опубликованный организацией, лоббирующей интересы поставщиков СИЗ, полностью игнорирует низкую эффективность всех «пассивных» СИЗОС при защите от низкочастотного шума. Авторы (из 3М Russia) предлагают прогнозировать защиту работника с помощью показателя ослабления шума SNR, получаемого в лабораторных условиях, и завышающего защитные свойства товара (СИЗОС). Работодатели, специалисты по охране и гигиене труда и работники могут недооценивать влияние спектра шума на эффективность своевременно и правильно применяемых средств защиты.
При одновременном использовании двух видов пассивных СИЗОС (вкладышей и наушников), защита от низкочастотного шума значительно улучшается. Но накопленный опыт показывает, что обеспечить правильное и своевременное использование двух пассивных СИЗОС на практике — невозможно. Например, на авианосцах воздействие шума на орган слуха может превышать 150 дБА, и обслуживающий самолёты персонал обязан использовать вкладыши вместе с наушниками. А исследование показало, что вопреки требованиям 47 % персонала не используют вкладыши вообще, а из 14 % тех, кто использует постоянно два СИЗОС, лишь 1/7 вставляет вкладыши в слуховой канал достаточно глубоко. Из-за этого в большинстве случаев используемые вкладыши практически не ослабляют шум.
Для улучшения защиты от низкочастотных звуков были разработаны СИЗОС с динамиком, создающим акустические колебания в противофазе с внешним шумом. Наложение таких колебаний на шум, интерференция (физика), может значительно уменьшить громкость.

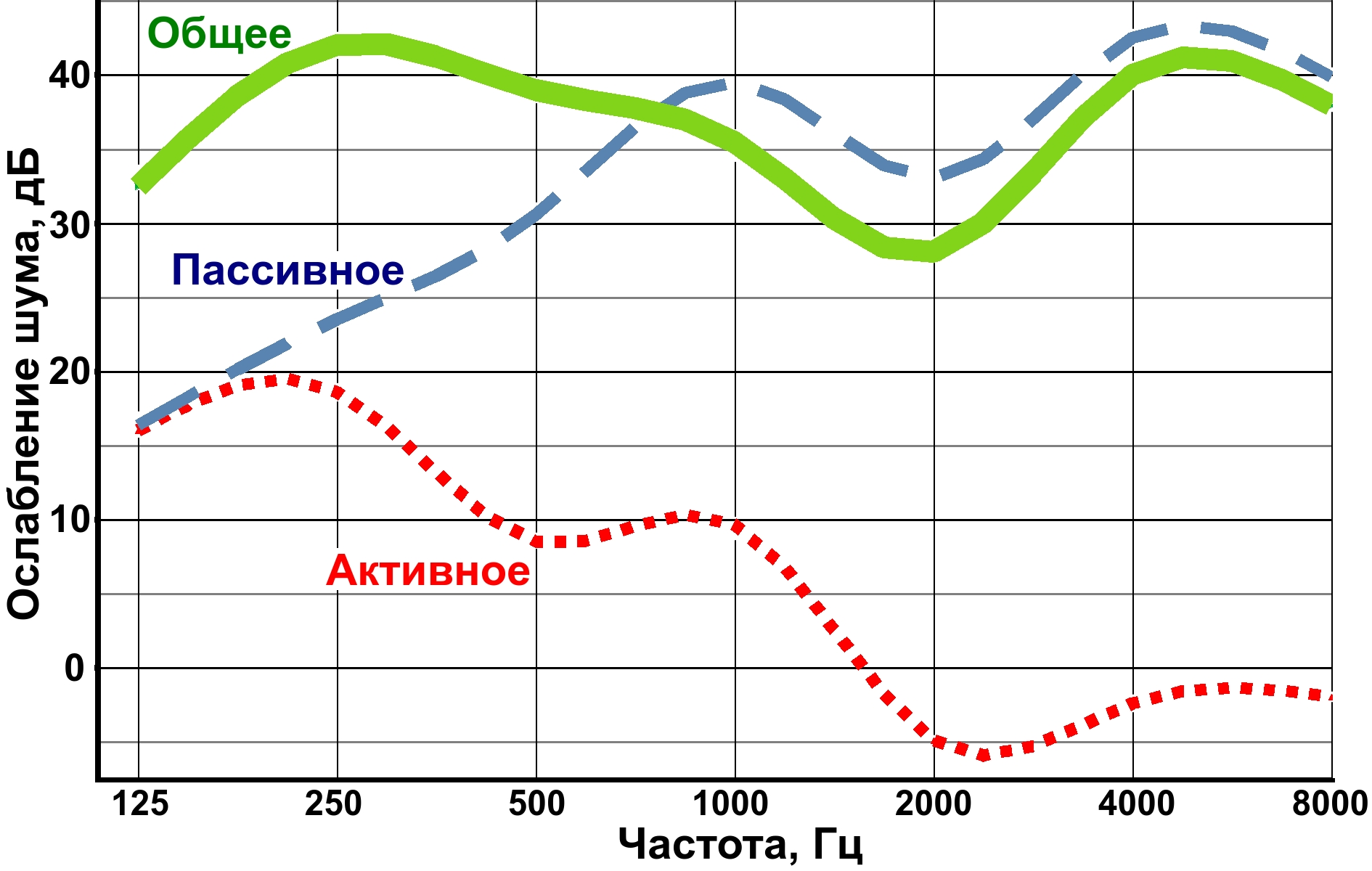
Совместное ослабление шума, корпусом СИЗОС и «активным» подавлением

По конструкции, такие СИЗОС могут быть наушниками или вкладышами, и у них может быть или один микрофон (внутри, для определения свойств шума, прошедшего через корпус, то есть для обратной связи — feedback), или два микрофона, внутри и снаружи (наружный может использоваться для улучшения защиты путём «прогнозирования» прохождения шума через корпус, feedforward configuration). В целом, активное подавление может заметно улучшить защиту от звуков с частотой не выше 500—800 Гц у наушников и 800—1200 у вкладышей. Изучение 13 разных моделей показало, что защита от низкочастотного шума улучшается на 16-25 дБ. При этом работа системы активного подавления низкочастотного шума создаёт дополнительный «среднечастотный» шум, немного увеличивая его воздействие на орган слуха.
При практическом применении ослабление шума корпусом СИЗОС меньше, чем в лабораторных условиях; а активное подавление низкочастотного шума работает практически одинаково.
При сертификационных испытаниях определяется ослабление шума при включенной электронике, суммарное, и этот результат (средний у группы испытателей) сообщается потребителю. Стандарт ЕС рекомендует выбирать такие СИЗОС по ослаблению шума как обычные («пассивные»), но используя результаты лабораторных сертификационных испытаний при включенной электронике.
По конструкции, СИЗОС с активным подавлением низкочастотного шума, могут быть и наушниками, и вкладышами. В Европейском Союзе и на Украине приняты стандарты с требованиями к СИЗОС (наушникам) с активным подавлением шума, а в РФ на 06.2024 требований к ним не было вообще. В 2022 г. был разработан ГОСТ РФ, в котором есть раздел с описанием акустических испытаний таких противошумов (п. 7.3.2).

### Проблемы выбора и применения
При оценке риска следует учесть, что само измерение низкочастотного шума (до 200 Гц) проводится с А-коррекцией, что может привести к значительной недооценке его реального вреда для здоровья, так как она не предназначена для измерения низкочастотных звуков.
Рекомендация стандарта ЕС 2016 года, прогнозировать ослабление шума у работника с помощью результатов испытаний в лабораторных условиях, плохо согласуется с предупреждением стандарта, сделанном ещё в 1994 году: использование лабораторных результатов для прогнозирования защиты работников допустимо лишь тогда, когда характеристики (например, индивидуальные анатомические особенности, навыки правильно надевать СИЗОС) у работника и у участников лабораторных испытаний схожи. К сожалению, ни в одном из стандартов ЕС нет указаний — как определить наличие сходства, и что делать при его отсутствии. Этот недостаток был полностью устранён при принятии в РФ гармонизированного ГОСТа. В предисловии читателям заявляли, что ГОСТ соответствует стандарту ИСО, но в него внесены изменения «отражающие потребности экономики», которые «выделены курсивом». Предупреждение о недопустимости использования среднего результата у группы участников лабораторных испытаний для прогнозирования защиты конкретного работника — при переводе исчезло из текста ГОСТа бесследно.
Пример

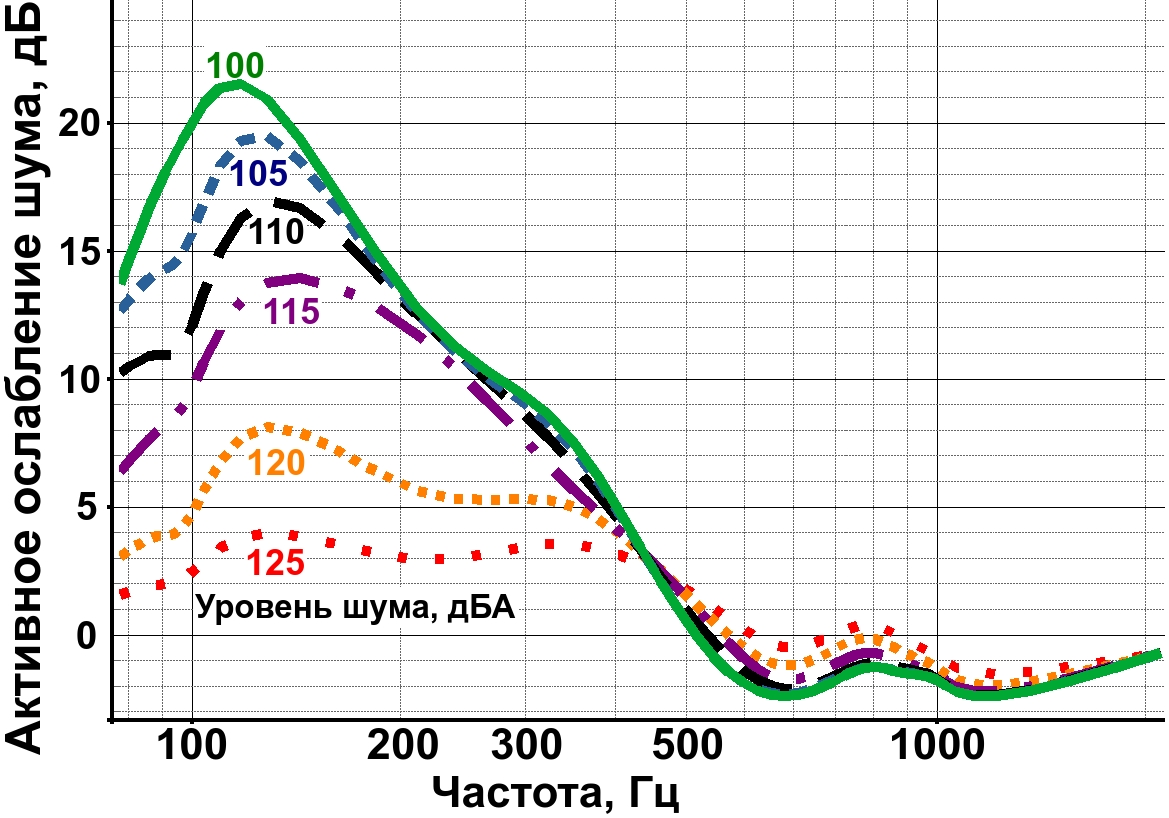
Ухудшение активной защиты с ростом громкости шума

Предположим, что при сертификации СИЗОС ослабляло воздействие шума на испытателей на 30 дБ, за счёт поглощения звуков корпусом и за счёт активного ослабления. Если работник будет использовать такой СИЗОС для защиты от такого же шума 110 дБА, превысит ли воздействие шума на орган слуха предельно допустимый уровень (80 дБА), или нет?
1. Если в спектре шума есть много акустической энергии в области средне- и высокочастотных звуков, и если ослабление шума у работника корпусом СИЗОС (из-за индивидуальных особенностей работника) окажется меньше, чем у испытателей — воздействие шума превысит ПДУ, так как повышенное проникание шума через корпус СИЗОС не будет компенсироваться активным подавлением шума (только низкочастотного).
2. Если шум низкочастотный, и если у работника проникание шума через корпус будет больше, чем при испытаниях в лаборатории, то внутренний микрофон обнаружит рост шума, и передаст информацию для создания сигнала с противоположной фазой. Система активного подавления попытается компенсировать рост шума. Но её возможности ограничены (см. рис.). При сильном возрастании шума она перестаёт «справляться», и воздействие на орган слуха возрастает. Например, при шуме более 130 дБА большинство СИЗОС начинают работать как «пассивные»[51]. С большой вероятностью, и в рассмотренном примере воздействие шума на работника начнёт превышать ПДУ.
3. Если работодатель измерит проникание шума через корпус СИЗОС у работника индивидуально[16][17], то, сравнив его с прониканием у испытателей, он сможет определить, в каких случаях работник будет надёжно защищён, а когда не будет, или когда ситуация неясная. К сожалению, при проведении сертификационных испытаний результат сообщается потребителю лишь в виде суммарного ослабления шума. Поэтому даже при проведении индивидуального измерения ослабления шума корпусом СИЗОС у работника, его невозможно сравнить с ослаблением шума корпусом СИЗОС у испытателей — эта информация потребителю не сообщается[58].

Сообщалось о достаточно успешном использовании сигнала внутреннего микрофона для оценки воздействия шума на орган слуха. К сожалению, в конструкции СИЗОС использование микрофона для оценки качества защиты не предусматривается — как и возможность подключать к нему внешний шумомер.

## Проверка на практике
В исследовании изучали две модели СИЗОС, пропускающие негромкие звуки (одна — с радиосвязью). Их использовали 15 слесарей-наладчиков производственного оборудования. Испытания показали, что работникам действительно стало легче общаться, то есть ожидавшееся значительное улучшение возможности общаться — подтвердилось.
Но было точно установлено, что обычные (без электроники) одноразовые вкладыши заметно удобнее при применении. Рабочие отметили недостатки СИЗОС:
- громоздкость (наладчикам оборудования иногда приходилось работать в ограниченном пространстве),
- провода могут мешать и могут за что-нибудь зацепиться (использовали вкладыши, у которых источник питания и усилитель размещались в отдельном корпусе, и соединялся с вкладышем проводами),
- модель с радиосвязью может мешать общаться и слышать окружающие звуки (если другие работники пользовался радиосвязью поблизости, эта модель тоже включала радиосвязь, автоматически, и соответственно прекращала пропускание окружающих звуков),
- части рабочих было неудобно то, что требовалось бережно и аккуратно обращаться с СИЗОС во время работы, так как они привыкли использовать дешёвые одноразовые вкладыши.

Таким образом, противошумы с электроникой нельзя считать универсальным и окончательным решением всех проблем защиты от шума. Но, при качественном подборе, с учётом особенностей условий труда, характера выполняемой работы, и мнения работников, подходящие СИЗОС могут улучшить защиту от шума. И единственным способом выбора подходящей модели является практическая проверка на рабочих местах работниками.

## Разработка стандартов и производство
Из-за роста доли рабочих мест с вредными и опасными условиями труда объём продаж СИЗ в РФ значительно возрос. По данным Ю. Г. Сорокина, руководившего Департаментом условий и охраны труда, а затем одновременно возглавлявшего лоббистскую Ассоциацию СИЗ, за 2001—2017 гг. объём продаж СИЗ вырос в 7 раз.
В этих условиях российские поставщики изготовители СИЗОС не торопились следовать примеру западных коллег, разрабатывавших противошумы с электронно-акустическими компонентами с конца 20-го века. Например, СИЗОС с активным ослаблением низкочастотных шумов крайне необходимы при эксплуатации и обслуживании дорогостоящей авиационной техники, первая модель появилась в 1980-х. Специалисты много раз заявляли, что в РФ отсутствуют эффективные средства защиты от низкочастотного шума, но их разработка пока лишь планируется. Стандарты по таким противошумам, аналогичные на 06.2024 в РФ отсутствовали.
Разработка стандартов для сертификационных испытаний СИЗОС с электроникой, гармонизированных с западными, велась с очень большим запозданием. Это наглядно видно из сравнения количества стандартов (на 06.2024) и дат их публикации в РФ и на Украине.
| Тип СИЗОС                                             | Тип СИЗОС           | Стандарты с требованиями к противошумам | Стандарты с требованиями к противошумам | Стандарты с требованиями к противошумам |
| Тип СИЗОС                                             | Тип СИЗОС           | Европейский Союз                        | Украина                                 | РФ                                      |
| ----------------------------------------------------- | ------------------- | --------------------------------------- | --------------------------------------- | --------------------------------------- |
| «Пассивные» СИЗОС (справочно)                         |                     |                                         |                                         |                                         |
| Наушники с оголовьем                                  | EN 352-1:1993, 2020 | ДСТУ EN 352-1:2002                      | 20002022 г.                             |                                         |
| Вкладыши                                              | EN 352-2:1993, 2020 | ДСТУ EN 352-2:2002                      | 20002022 г.                             |                                         |
| Наушники на каске                                     | EN 352-3:1997, 2020 | ДСТУ EN 352-3:2002                      | 2000, 2022 г.                           |                                         |
| Противошумы с электронно-акустическими компонентами   |                     |                                         |                                         |                                         |
| Пропускающие негромкие звуки, «уровнезависимые»       | Наушники            | EN 352-4:2001                           | ДСТУ EN 352-4:2004                      | 2022 г.                                 |
| Пропускающие негромкие звуки, «уровнезависимые»       | Вкладыши            | EN 352-7:2002                           | ДСТУ EN 352-7:2022                      | -                                       |
| С аудиовходом без ограничения громкости, «безопасным» | Наушники            | EN 352-6:2002                           | ДСТУ EN 352-6:2005                      | 2023 г.                                 |
| С аудиовходом без ограничения громкости, «безопасным» | Вкладыши            | EN 352-9:2020                           | ДСТУ EN 352-9:2022                      | 2023 г.                                 |
| С аудиовходом с ограничением громкости                | Наушники            | EN 352-8:2008                           | ДСТУ EN 352-8:2016                      | -                                       |
| С аудиовходом с ограничением громкости                | Вкладыши            | EN 352-10:2020                          | ДСТУ EN 352-10:2022                     | -                                       |
| Активное подавление шума                              | Наушники            | EN 352-5:2002                           | ДСТУ EN 352-5:2005                      | -                                       |

## Применение СИЗОС в РФ

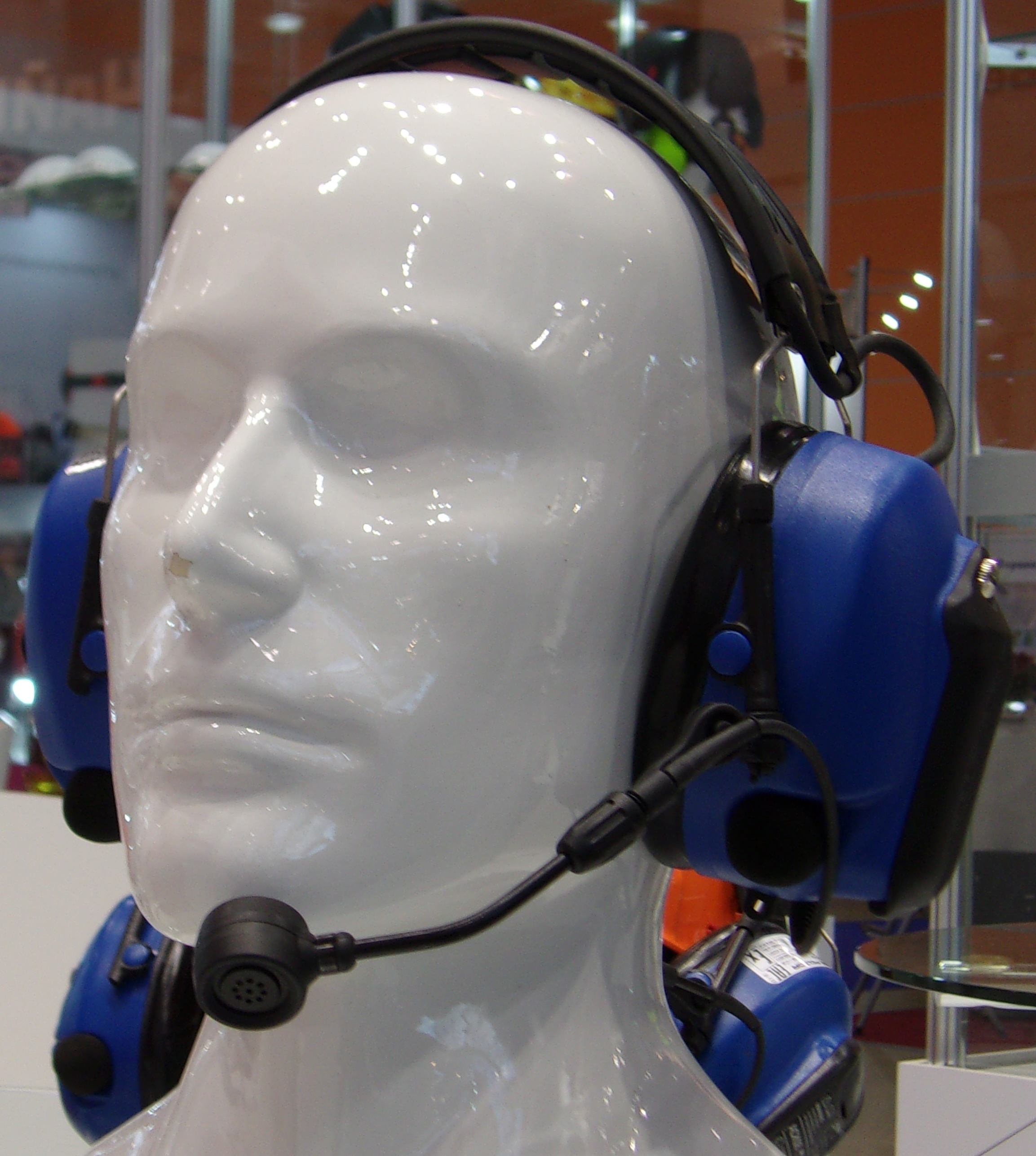
Импортные наушники с «активным» подавлением шума и радиосвязью. С 2022 года поставки прекратились, аналоги в РФ не разрабатывались

По данным Роспотребнадзора в 2023 году в РФ каждый шестой работник подвергался воздействию опасного шума, а среди всех регистрируемых профессиональных заболеваний доля нейросенсорной тугоухости превысила четверть. Улучшение защиты даже небольшой части этих работников может быть очень полезным.
В по же время, в условиях, существующих в РФ, при отсутствии адекватного обучения специалистов по гигиене и охране труда, работодателей и работников, при полном отсутствии сколько-нибудь конкретных требований к индивидуальной защите от шума (как в развитых странах) и адекватных научно обоснованных рекомендаций специалистов по их выполнению, велика вероятность того, что улучшенные СИЗОС не будут использованы для защиты работников, когда это возможно и необходимо.
Этому может способствовать и то, что часть публикаций на русском языке даёт читателям не вполне адекватное представление о защитных свойствах СИЗОС; а при измерении воздействия шума на работников обычно не определяется его спектр и может неточно измеряться доза воздействия. Например, в рекомендациях, опубликованных организацией, лоббирующей интересы поставщиков и производителей СИЗ, фактически советуют определять ослабление шума у отдельного работника по ослаблению шума, полученному у группы испытателей при проведении кратковременных измерений при сертификации в лабораторных условиях; и нет предупреждений о незначительном ослаблении низкочастотных звуков пассивными СИЗОС. Замеры дозы воздействия шума на работников, выполненные специалистами ФБУН «Екатеринбургский медицинский научный центр профилактики и охраны здоровья рабочих промпредприятий» Роспотребнадзора с помощью персональных шумовых дозиметров (как это всегда делают инспектора в США), показали что фактический эквивалентный уровень шума может превышать измеренный при оценке условий труда, например, на 19,7 дБ.
Регистрация незначительной части профессиональных заболеваний, и недостаточная ответственность работодателей за ухудшение здоровья и даже гибель работников, могут способствовать выбору и выдаче рабочим заведомо неадекватных средств индивидуальной защиты.

## Заключение
В целом, даже самые лучшие модели СИЗОС, с идеальными электронно-акустическими компонентами, не могут считаться альтернативой надёжному улучшению условий труда, с помощью средств коллективной защиты и организационных мероприятий. Если же улучшение условий труда не позволило снизить опасность в необходимой степени, то, в некоторых случаях, правильно выбранные подходящие противошумы с электроникой могут стать гораздо более удачным дополнением к средствам коллективной защиты, чем «пассивные» СИЗОС.
Громоздкость, провода (у некоторых моделей), необходимость более квалифицированного и качественного технического обслуживания, и бережного, аккуратного обращения, могут помешать их использованию на практике. Часть работодателей может не захотеть приобретать более дорогие средства защиты.